# 아이 엠 샘 (영화)
《아이 엠 샘》(영어: I am Sam)은 2001년 개봉한 미국의 드라마 영화이다. 제시 넬슨이 감독하고 크리스틴 존슨과 공동 각본을 썼다. 이 영화는 지적 장애로 7살 지능을 가진 샘(숀 펜 분)은 비틀스 노래에서 이름을 딴 딸 루시(다코타 패닝 분)을 중심으로 변호사 리타(미셸 파이퍼 분)과 조연 역할로 다이앤 위스트, 로레타 드바인, 리차드 쉬프와 로라 던이 출연한다. 펜의 연기는 비평가들의 찬사를 받아 미국 아카데미상 최우수 남우주연상에 후보 지명되었다. 이 영화에서 만 7세의 나이로 아역 배우 다코타 패닝은 연기 경력을 시작했다. 그녀는 미국 배우 조합상에 후보로 지명 된 최연소 배우가 되었다.
영화의 제목은 영화에서 읽는 "Green Eggs and Ham"의 "I am Sam / Sam I am"이라는 부분에서 따왔다.

## 줄거리
지적 장애로 7살 지능을 가진 샘(숀 펜 분)은 비틀스 노래에서 이름을 딴 딸 루시(다코타 패닝 분)와 단 둘이 살아간다. 아빠의 지능을 추월하는 것이 두려운 루시가 학교수업을 게을리 하자, 사회복지기관에서 가정방문을 통해 샘이 아빠로서 양육능력이 없다는 선고를 내린다. 주 2회 면회만을 허락받은 샘은 변호사 리타 해리슨(미셸 파이퍼 분)의 도움으로 딸을 되찾으려고 한다.

## 배역
- 숀 펜 - 사무엘 존 "샘" 도슨 역
- 미셸 파이퍼 - 리타 해리슨 윌리엄스 역
- 다코타 패닝 - 루시 다이아몬드 도슨 역
  - 앨리슨 토르말렌, 줄리앤 토르말렌 - 유아 루시
  - 라이언 윌리엄스 - 6개월 루시
  - 펄리시티 앤, 마킨드라 셰리 포브스 - 18개월 루시
  - 엘르 패닝 - 2세 루시
  - 어맨다 레하프 - 4세 루시
- 다이앤 위스트 - 애니 카셀 역
- 로레타 드바인 - 마가렛 칼그로브 역
- 리처드 시프 - 미스터 터너 역
- 로라 던 - 미란다 "랜디" 카펜터 역
- 마린 힌클 - 패트리샤 역
- 스탠리 드 샌티스 - 로버트 역
- 더그 허치슨 - 이프티 역
- 로절린드 챠오 챠오 - 릴리 역
- 켄 젠킨스 - 저지 필립 맥넬리 역
- 웬디 필립스 - 미스 라이트 역
- 스콧 폴린 - 던칸 로드 역
- 킴벌리 스콧 - 거티 역
- 마이클 B. 실버 닥터 재슬로 역
- 에일린 라이언 - 에스텔 역
- 메리 스틴버겐 - 닥터 블레이크 역

## MBC 성우진 (2005년 5월 7일)
- 이종혁 - 샘 도슨(숀 펜)
- 박소라 - 루시 도슨(다코타 패닝)
- 윤소라 - 리타 해리슨(미셸 파이퍼)
- 이미자 - 애니(다이앤 위스트) / 윌리(제이스 비백)
- 신성호 - 터너(리처드 시프)
- 한수림 - 랜디(로라 던)
- 문남숙 - 마가렛(로레타 드바인)
- 김호성
- 기경옥
- 김아영
- 송준석
- 최석필
- 양희문
- 조현정
- 최한
- 김두희
- 류승곤
- 양준건
- 이민하
- 유상우
- 한경화